# Genetta johnstoni
Pour les articles homonymes, voir Johnston.
Espèce
Statut de conservation UICN

 NT  : Quasi menacé
Genetta johnstoni (genette de Johnston) est une espèce de mammifères carnivores de la famille des Viverridés. Les Viverridés sont une famille de mammifères carnivores de taille moyenne (environ 90 cm de longueur totale), au corps allongé et aux pattes assez courtes, avec une queue touffue annelée de noir aussi longue que le corps. Ils sont arboricoles, plutôt nocturnes et ne dédaignent pas de compléter leur régime carné par des fruits.

## Répartition
Cette espèce est présente au Sénégal, en Guinée, au Sierra Leone, au Liberia, en Côte d'Ivoire et au Ghana.